# Propriété N de Lusin
En analyse mathématique, une fonction réelle F  possède la propriété N de Luzin (du nom de Nikolaï Louzine) si l'image par F de tout ensemble Lebesgue-négligeable est Lebesgue-négligeable.

## Propriétés
- (Théorème de Banach-Zaretskii[1]) Une fonction définie sur un intervalle [a, b] est absolument continue si (et seulement si) elle est continue, à variation bornée et possède la propriété N.
- Toute fonction dérivable a la propriété N[2]. Il suffit même qu'elle soit dérivable sur un ensemble codénombrable, puisque tout ensemble dénombrable est Lebesgue-négligeable. En revanche, il ne suffit pas qu'elle soit dérivable presque partout (cf. point suivant).
- Si F est non constante sur [a, b] et de dérivée nulle presque partout (par exemple si F est l'escalier de Cantor) alors F n'a pas la propriété N.